# Manggarai (taal)
Manggarai is een Austronesische taal die door ongeveer 500.000 (1989) mensen wordt gesproken op het meest westelijke gedeelte van het eiland Flores, onderdeel van de Kleine Soenda-eilanden (Indonesië). Er bestaat een woordenboek van het Manggarai.

## Classificatie
- Austronesische talen (1268)
  - Malayo-Polynesische talen (1248)
    - Centraal-Oostelijke talen (708)
      - Centraal-Malayo-Polynesische talen (168)
        - Bima-Soembatalen (27)
          - Manggarai

Anakalangu · Bimanees · Dhao · Ende-Liotalen (4) · Kamberaas · Kepo' · Kodisch · Komodo · Lambojaas · Laura · Mamboru · Manggarai · Ngadha · Oost-Ngadha · Paluees · Rajong · Rembong · Riung · Rongga · Savunees · So'a · Wadjewaas · Wae Rana · Wanukaka